# Goriče pri Famljah
Goriče pri Famljah – wieś w Słowenii, w gminie Divača. W 2018 roku liczyła 27 mieszkańców.